# Maurice Ferrus
Maurice Ferrus, né à Bordeaux le 19 février 1876 et mort le 27 janvier 1950 dans la même ville, était un journaliste et historien français.

## Biographie
Comme son oncle Edmond Ferrus, Maurice Ferrus fit carrière dans le journalisme, pour l'essentiel au quotidien La Petite Gironde. D'abord reporter de faits divers, il se spécialise ensuite dans des études portant sur l'histoire de Bordeaux et de communes des environs, comme Talence et Loupiac de Cadillac. Amateur du détail pittoresque et de l'anecdote, il est en quelque sorte un G. Lenotre du Bordelais.
Dans les années 1910-1913, il est "l'ami et collaborateur" du chroniqueur Argus, qui traitait de l'histoire locale à La Petite Gironde.
En août 1914 il est mobilisé au 139e territorial d'infanterie à Libourne, et son bataillon est envoyé au Maroc, où il restera jusqu'à fin 1917.
Outre ses articles de presse, il prononce des conférences et publie diverses brochures et des livres sur l'histoire de Bordeaux, dont certains sont honorés par d'illustres préfaciers (Camille Jullian, le maréchal Lyautey, Monseigneur Feltin).
En 1929 il devient président de la société Divona, qui s'employait à poser des plaques commémorant les séjours bordelais de célébrités comme Goya, Victor Hugo ou Richard Wagner. Sous sa direction, une plaque est posée en 1929 sur la maison où mourut Ponson du Terrail (94 rue de Pessac)  et une autre en 1939 sur la maison natale de Catulle Mendès.
Il réunit ses meilleurs articles dans trois volumes de Feuillets bordelais (1930, 1932 et 1933) illustrés de gravures sur bois par Gautier-Constant et Jean-Baptiste Vettiner.
Dans les années 1932-1934 il orchestre une polémique pour s'opposer à la construction, rue Poquelin-Molière, de l'immeuble de la Régie Municipale du Gaz de Bordeaux, doté d'une tour de style art déco.
Il semble que Maurice Ferrus ait continué de travailler à La Petite Gironde jusqu'à la fermeture du journal en août 1944 pour collaboration. Dans les derniers mois il est mentionné comme étant "Le gérant" du quotidien.
En 1945 il écrit encore quelques rares articles dans le journal Sud Ouest, qui a remplacé La Petite Gironde comme quotidien régional.
De la fin 1945 à 1948, il n'écrit plus dans Sud Ouest mais y passe régulièrement des petites annonces, soit pour proposer ses services comme expert en archéologie, en histoire et en généalogie, soit pour promouvoir ses auto-éditions, la plaquette sur Le Palais Rohan et le Palais de l'Ombrière et le roman-feuilleton Le fantôme des Capucins, qu'il publie d'abord en fascicules. Toutes ces annonces mentionnent son adresse personnelle à Bordeaux, au 22 rue de Patay.
À l'automne 1949, il entreprend dans Sud-Ouest une série d'articles sous le titre général de "Promenades dans la cité", dont huit paraitront de son vivant, entre septembre 1949 et janvier 1950.
En novembre 1949, il reçoit la médaille d'argent de l'Académie de Bordeaux pour l'ensemble de son œuvre.
Il meurt « presque subitement » à l'âge de 73 ans, le 27 janvier 1950. Il est enterré au cimetière de la Chartreuse.
Il avait été président de l'Union girondine des anciens du Maroc, membre de la Société des archives historiques de la Gironde, syndic-président de l'Association syndicale de la presse quotidienne de Bordeaux, fondateur d'une Mutuelle des journalistes, et chevalier de la Légion d'honneur.

## Renommée
Parmi les avis qui ont été exprimés sur Ferrus et ses œuvres, on peut relever : « historien sagace et journaliste avisé » selon Henri Bouffard ; « une grande érudition et un esprit charmant ... historien averti, il est aussi un anecdotier » ; « véritable histoire anecdotique de la grande cité d'Aquitaine » ; « un vrai historien » ; «  chantre des valeurs bordelaises ».

## Postérité
Son dernier article de la série "Promenades dans la cité", portant sur "Le cours d'Albret", fut publié posthumément dans Sud-Ouest le 11 avril 1950.
En 1955 fut créé un Comité du souvenir de Maurice Ferrus, à l'initiative de sa veuve, qui demeurait alors 93 cours Tartas à Arcachon, et de l'historien Guy Truchemotte, président de l'Académie Ausone. Ce comité lui rendit quelques hommages publics, notamment sous la forme de lectures de ses textes.
La commune de Talence possède une rue Maurice Ferrus depuis 1956, par décision du conseil municipal.
En 1962 il fut envisagé de donner son nom à la rue de l'Ormeau Mort, adjacente à la rue de Patay, à Bordeaux.
Quelques-uns de ses livres ont été réédités depuis sa mort : celui sur Talence en 1993 et 2020, celui sur Loupiac en 1996, et celui sur la corrida en 2013.

## Publications
- Essai sur l'inutilité des vingt-huit et des treize jours. Bordeaux : Gounouilhou, 1900.
- Trains de plaisir! (monologue comique en vers). Bordeaux : Gounouilhou, 1900.
- La Martinique (poésie). Bordeaux : Gounouilhou, 1902.
- Le passage à tabac (monologue en vers). Bordeaux : Gounouilhou, 1904.
- Bordeaux pittoresque, 1 : Origine du nom des rues... Bordeaux : Gounouilhou, 1910.
- Bordeaux pittoresque, 2. Bordeaux : Gounouilhou, 1911.
- La Chartreuse de Bordeaux (avec Maurice Martin). Bordeaux : Gounouilhou, 1911.
- Bordeaux pittoresque, 3 : La rue Sainte-Catherine. Bordeaux : Gounouilhou, 1912.
- Bordeaux pittoresque, 4 : Sur les Fossés. Bordeaux : Gounouilhou, 1913.
- Le centenaire du 12 mars 1814. Bordeaux : Gounouilhou, 1914.
- Un château historique, le fort du Hâ (avec préface de Camille Jullian). Bordeaux : Féret, 1922. [lire en ligne]
- Les momies de Saint-Michel. Bordeaux : Gounouilhou, 1923 (Rééditions 1926, 1928, 1930, 1939). [lire en ligne]
- Croquis marocains (avec deux lettres de M. le Maréchal Lyautey). Bordeaux : Féret, 1924. [lire en ligne]
- La corrida à travers les âges, à Bordeaux et dans le Sud-Ouest. Bordeaux : Delmas, Chapon, Gounouilhou, 1925 (Réédition Balaruc-les-Bains : Union des Bibliophiles Taurins de France, 2013, avec préface d'Alain Briscadieu).
- Histoire de Talence. Bordeaux : Gounouilhou, Féret, 1926 (Rééditions Paris : Res Universis, 1993, puis Cressé : Editions des Régionalismes, 2020). [lire en ligne]
- Le touriste à Bordeaux. Bordeaux : Gounouilhou, 1927. [lire en ligne]
- Victor Hugo à Bordeaux. Bordeaux : Gounouilhou, 1928.
- L'ancienne paroisse Saint-Christoly. 1929.
- Feuillets bordelais (avec préface de Richard Chapon). Bordeaux : Delmas, 1930 (Réédition 1933). [lire en ligne]
- Feuillets bordelais, 2e série. Bordeaux : Delmas, 1932. [lire en ligne]
- Feuillets bordelais, III. Bordeaux : Delmas, 1933. [lire en ligne]
- Loupiac de Cadillac au cours des âges. Bordeaux : Delmas, 1933 (Réédition Paris : Office d'Edition du Livre d'Histoire, 1996).
- Madame Tallien à Bordeaux pendant la Terreur. Bordeaux : Féret, 1930 (Réédition 1933). [lire en ligne]
- Lettres chinoises (inspirées des Lettres persanes). Bordeaux : Delmas, 1934.
- Richard Wagner à Bordeaux, une aventure amoureuse. Bordeaux : Delmas, 1935.
- Sainte-Eulalie de Bordeaux, avec préface de Mgr Feltin. Bordeaux : Delmas, 1937.
- Impressions d'Italie. Bordeaux : Imprimerie Pechade, circa 1937.
- Le Palais Rohan et le Palais de l'Ombrière. Plaquette auto-éditée, 1946.
- Le fantôme des Capucins, roman-feuilleton. Bayonne, 1947.